# Ollerup Sogn
Ollerup Sogn ist eine Kirchspielsgemeinde (dän.: Sogn)
auf der Insel Fyn (dt.: Fünen) im südlichen Dänemark.
Bis 1970 gehörte sie zur Harde Sunds Herred im damaligen Svendborg Amt, danach zur Egebjerg Kommune im
Fyns Amt, die im Zuge der  Kommunalreform zum 1. Januar 2007 in der
Svendborg Kommune in der Region Syddanmark aufgegangen ist.
Im Kirchspiel leben 1377 Menschen, die zum großen Teil zu den 1547 Einwohnern des Kirchdorfes gehören (Stand: 1. Januar 2023).
Im Kirchspiel liegt die Kirche „Ollerup Kirke“.
Nachbargemeinden sind im Norden Stenstrup Sogn, im Nordosten Kirkeby Sogn, im Osten Egense Sogn, im Süden Øster Skerninge Sogn, im Westen Vester Skerninge Sogn und im Nordwesten Hundstrup Sogn.